# Romeria (rettile)
La romeria (gen. Romeria) è un rettile estinto, appartenente ai captorinidi. Visse nel Permiano inferiore (circa 295 - 270 milioni di anni fa) e i suoi resti fossili sono stati ritrovati in Nordamerica.

## Descrizione
Questo animale doveva assomigliare a una tozza lucertola; il cranio della specie tipo, Romeria texana, era lungo quasi 6 centimetri. Il cranio era caratterizzato da un forame pineale (l'apertura al centro del tetto cranico) molto largo rispetto alla taglia della testa, come in Protocaptorhinus ed Euconcordia. In altri aspetti, il cranio della Romeria era piuttosto simile ad altri rettili arcaici come Protorothyris: era di costituzione leggera, con grandi orbite e numerosi denticoli sulle ossa palatali. Il margine posteriore del tetto cranico era rientrante bilateralmente, e i sopratemporali in vista dorsale si proiettavano negli angoli posterolaterali delle ossa parietali. Come altri captorinidi, la Romeria era priva di ossa tabulari, ed era dotata di una premascella incurvata verso il basso; non vi erano grandi denti sulla flangia trasversale dello pterigoide. Romeria texana possedeva denti semplici, di forma conica, che decrescevano in lunghezza verso il retro del cranio. I denti più lunghi erano posti nella parte posteriore della premascella. Romeria prima, più antica, era molto simile alla precedente ma ne differiva per l'assenza di due denti premascellari e per i denti più sottili.

## Classificazione
Romeria è uno dei più antichi e arcaici membri del gruppo dei captorinidi, una famiglia di rettili vicini all'origine dei diapsidi. Romeria texana, venne descritta per la prima volta da Llewellyn Ivor Price nel 1937, sulla base di un cranio ritrovato nella formazione Putnam nella Contea di Archer, in Texas, in terreni del Permiano inferiore. 
Un altro esemplare, scoperto dai ricercatori Clark e Carroll, venne rinvenuto nel 1973 e venne inizialmente attribuito erroneamente al microsauro Pantylus. Romeria prima venne descritta per la prima volta nel 1973 sulla base di resti ritrovati sempre nella Contea di Archer ma in un orizzonte stratigrafico più antico, ovvero la formazione Moran.